# تجارب الأسلحة النووية الجوفية
التجارب النووية الجوفية

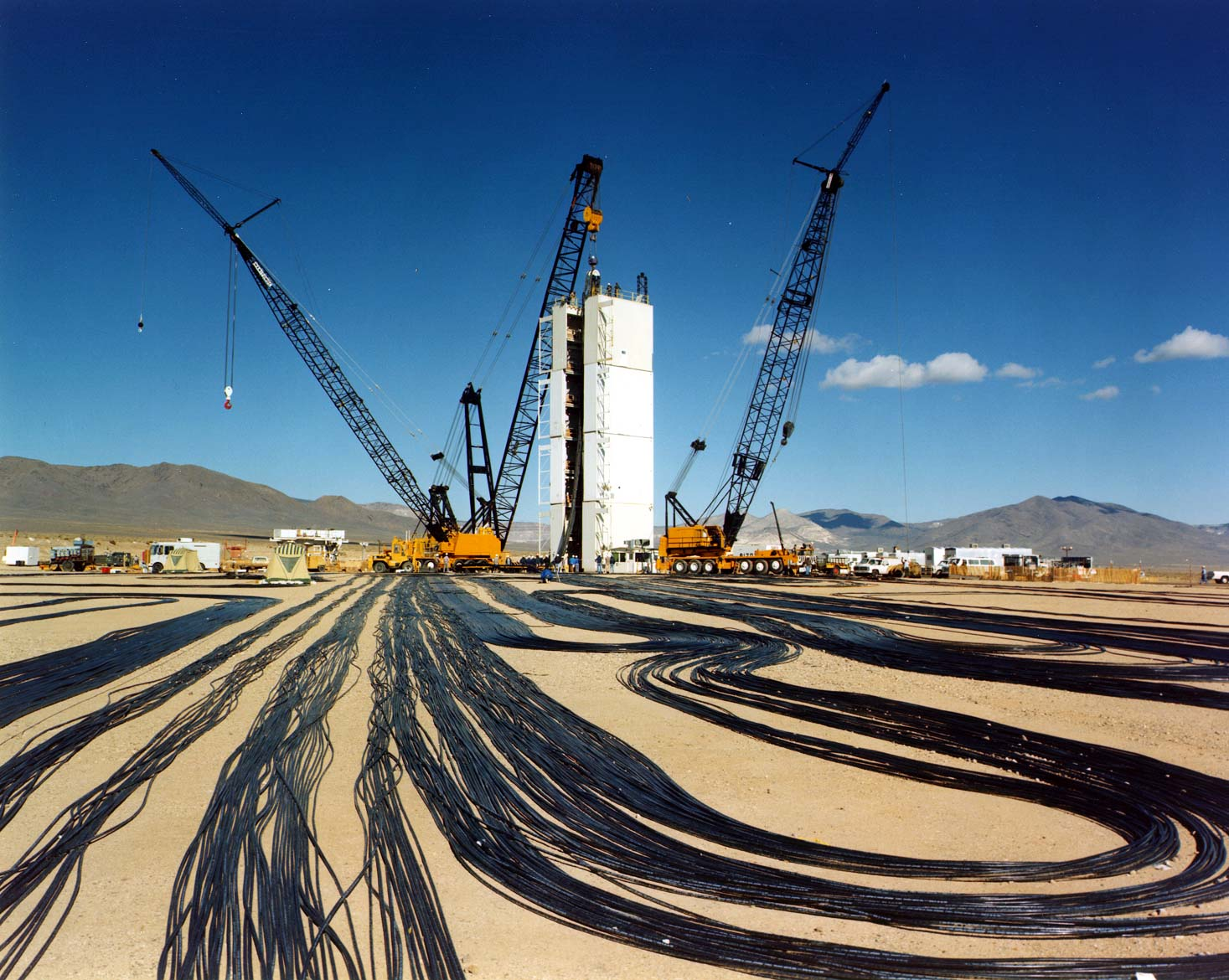

عبارة عن اختبار تجريبي للأسلحة النووية يتم تحت الأرض. وقد يحتوي الجهاز على متفجرات فيتم دفن الجهاز بعمق كاف وهو قيد التجريب، من دون إطلاق مواد مشعة إلى الغلاف الجوي.
إن الحرارة والضغط الشديد لانفجار نووي تحت الأرض انه يسبب تغيرات في الصخور المحيطة. الصخور التي هي اقرب إلى موقع الاختبار مما يشكل تجويفًاً. على مسافة ابعد هناك مناطق من الصخور المسحوقة المكسورة والمتوترة بشكل لا رجعة فيه. وبعد الانفجار قد تنهار الصخور الموجودة فوق التجويف، مما يشكل مدخنة بين الأنقاض. إذا وصلت هذه المدخنة إلى السطح فقد تتكون فوهة هبوط على شكل حوض.
وقد أجريت أول تجربة سرية في عام 1951؛ وقدمت تجارب أخرى معلومات أدت في نهاية المطاف إلى توقيع معاهدة الحظر المحدود للتجارب النووية في عام 1963، التي حظرت جميع التجارب النووية باستثناء تلك التي أجريت تحت الأرض. ومنذ ذلك الوقت وحتى التوقيع على معاهدة الحظر الشامل للتجارب النووية في عام 1996، أجريت أغلب التجارب النووية تحت الأرض، من أجل منع التداعيات النووية من الدخول إلى الغلاف الجوي.
معلومات أساسية
ورغم تنامي القلق العام بشأن التداعيات الناجمة عن التجارب النووية في أوائل الخمسينيات، فقد تم اكتشاف توابع تلك الآثار بعد اختبار الثالوث في عام 1945. وفي وقت لاحق أفاد صانعوا الأفلام التصويرية عن أفلام "مسحوبة"؛ هذا كان تتبّعت إلى يعبّئ مواد يستمد من إنديانا محاصيل  و يلوّث بالثالوث واختبارات لاحقة في نيفادا اختبار موقعة وعلى 1.000 أميال بعيدا. ألباني، نيويورك. وقال إن تداعيات اختبار برافو الذي حدث في آذار/مارس 1954 في المحيط الهادئ لها "آثار علمية وسياسية واجتماعية استمرت أكثر من 40 عاما. تسبب اختبار متعدد الميغا طن  multi-megatonفي حدوث توابع على جزر رونجيريك ورونغلاب المرجانية، وقارب صيد ياباني معروف باسم Daigo Fukuryoyu Maru (لوكي دراجون) قبل هذا الاختبار، كان هناك "عدم كفاية" تقدير مخاطر الغبار الذري.  
وأصبح الاختبار حادثاً دولياً في مقابلة مع صحيفة بي بي إس، زعم المؤرخ مارثا سميث: "في اليابان، تتحول القضية إلى قضية ضخمة ليس فقط من حيث الحكومة واحتجاجها ضد الولايات المتحدة، بل وأيضاً من حيث كل الجماعات المختلفة وكل الشعوب المختلفة في اليابان تبدأ في الاحتجاج. إنها تصبح قضية كبيرة في وسائل الإعلام. وهناك جميع أنواع الرسائل والاحتجاجات التي تأتي من صيادي الأسماك اليابانيين وزوجات الصيادين وليس من المستغرب أن تكون هذه الرسائل عبارة عن مجموعات طلابية، من كل الأنواع المختلفة من الناس؛ والتي تحتج على استخدام الأميركيين لمنطقة المحيط الهادئ لإجراء التجارب النووية. فهم قلقون للغاية في المقام الأول بشأن الأسباب التي تجعل الولايات المتحدة تتمتع حتى بالحق في إجراء مثل هذه الأنواع من الاختبارات في المحيط الهادئ. كما أنهم قلقون بشأن الأثر الصحي والبيئي."عبر رئيس وزراء الهند عن القلق الدولي المتزايد" عندما دعا إلى إزالة جميع التجارب النووية في جميع أنحاء العالم.
لقد تنامت المعرفة بالتداعيات والآثار المترتبة عليها ومع انهماك العالم بالبيئة العالمية والأضرار الجينية طويلة الأمد. ولقد بدأت المحادثات بين الولايات المتحدة والمملكة المتحدة وكندا وفرنسا والاتحاد السوفييتي في مايو/أيار 1955 بشأن موضوع اتفاقية دولية لإنهاء التجارب النووية. في 5 أغسطس 1963 وقع ممثلو الولايات المتحدة والاتحاد السوفييتي والمملكة المتحدة على الاختبار المحدود الذي يسمح بإجراء اختبارات سرية، الأمر الذي أزال الحاجة إلى عمليات تفتيش في الموقع كانت تتعلق بالسوفييت. وسمح بإجراء اختبارات تحت الأرض شريطة ألا يتسبب ذلك في وجود حطام مشع خارج الحدود الإقليمية للدولة التي تجري تحت ولايتها أو سيطرتها مثل هذا الانفجار.
تاريخ  الأول من التجارب تحت الأرض
وبعد تحليل التفجيرات تحت الماء التي كانت جزءا من عملية مفترق الطرق في عام 1946، أجريت تحقيقات بشأن القيمة العسكرية المحتملة لانفجار تحت الأرض. وبذلك حصل رؤساء الأركان المشتركة على موافقة لجنة الطاقة الذرية على إجراء تجارب على التفجيرات السطحية وتحت السطحية. تم اختيار جزيرة أمشيتكا Amchitkaفي البداية لهذه التجارب في عام 1950، ولكن الموقع فيما بعد اعتبر غير مناسب والتحاليل تمت نقلت إلى نيفادا لإختبار الموقع.
وأجريت أول تجربة نووية تحت الأرض في 29 تشرين الثاني/نوفمبر 1951. وكان هذا هو ذرع العالم الذي انفجر في ركلة باستر-جانج، والذي بلغ 1,2 م (17 قدمًا) تحت مستوى سطح الأرض. وقد تم تصميم الاختبار كتحقيق مخفض
لآثار جهاز من نوع الأسلحة النارية يعمل على اختراق الأرض وبحجم 23 كيلو طن، وكان يتم اعتباره بعد ذلك لاستخدامه كسلاح للكروت وسلاح للفتح. وأسفر الانفجار عن سحابة ارتفعت إلى 3500 متر (11500 قدم) وأودعت توابع في الشمال والشمال الشرقي. وكانت الفوهة الناتجة عن ذلك بعرض 79 م (260 قدمًا) وعمق 16 م (53 قدمًا).
وكانت التجربة التالية تحت الأرض هي تيبوت إيس، في 23 آذار/مارس 1955. وكان الانفجار الذي وقع على شكل كيلو طن واحد بمثابة اختبار تشغيلي لتفجير ذخيرة الهدم الذري (ADM). وقد تم تفجيره تحت الأرض بطول 20,4 م (67 قدمًا)، في عمود مصطف بالفولاذ المموج، والذي كان مملوء بالأكياس الرملية والأوساخ. ونظرًا لدفنه تحت الأرض، فقد تسبب الانفجار في انفجار أطنان من الأرض لأعلى، مما تسبب في إحداث حفرة بعرض 91 مترًا (300 قدم) وعمق 39 مترًا (128 قدمًا). وارتفعت السحابة الناتجة عن ذلك إلى ارتفاع 3700 متر (12000 قدم) وانجرف غبارذري اشعاعي لاحق في اتجاه شرق، حيث تسافر لمسافة تصل إلى 225 كم (140 ميلاً) من مستوى سطح الأرض.
في 26 تموز/يوليه 1957، تم تفجير بلوبوب باسكال - أ في قاع عمود طوله 148 م (486 قدمًا). وطبقاً لأحد الوصف، فقد «كان ذلك بمثابة بداية لعصر التجارب تحت الأرض بشمعة رومانية هرنية رائعة!» ومقارنة باختبار فوق الأرض، فإن الحطام الإشعاعي الذي تم إطلاقه إلى الغلاف الجوي كان أقل بعامل من عشرة. وبدأ العمل النظري على خطط احتواء محتملة.
تم تفجير بلومبوب رينيه في مترو الأنفاق 899 ftفي 19 سبتمبر 1957. وكان الانفجار الذي وقع في 1.7 ktأول انفجار يتم احتواؤها بالكامل تحت الأرض ولم يسفر عن أي توابع. وقد وقع الاختبار في نفق أفقي طوله 1600 – 2000 قدم على شكل خطاف. «تم تصميم الخطاف بحيث تغلق القوة المتفجرة الجزء غير المنحني من النفق الأقرب للانفجار قبل أن يتم تنفيس الغازات وأجزاء الانشطار حول منحنى خطاف النفق». هذا اختبار سيصبح النموذج أوّليّ للاختبارات الكبيرة والأكثر قوّة. وأعلن رينيه مقدما حتى يتسنى للمحطات الزلزالية أن تحاول تسجيل إشارة. وقد مكن تحليل العينات التي جمعت بعد الاختبار العلماء من تطوير فهم للتفجيرات تحت الأرض التي «لا تزال غير قابلة للتبديل اليوم». وسوفتوفر هذه المعلومات فيما بعد أساساً للقرارات اللاحقة بالموافقة على معاهدة الحظر المحدود للتجارب النووية.
[كنيكين]، الاختبار المتأخّرة في [أمشيتكا] تسهيل، كان فجّرت في 6 نوفمبر - تشرين الثّاني 1971. وفي حوالي 5 ميجا طن، كان هذا الاختبار هو أكبر اختبار تحت الأرض في تاريخ الولايات المتحدة.
الآثار
وقد تختلف آثار التجارب النووية تحت الأرض حسب عوامل منها عمق الانفجار ومرجعه، وكذلك طبيعة الصخور المحيطة. إذا قيل إن الاختبار موجود، دون تهوية للغازات أو غيرها من الملوثات للبيئة. وعلى النقيض من ذلك، إذا دفنالجهاز إلى عمق غير كافٍ («تحت الثرى»)، فقد يطرد الانفجار الصخور، مما يشكل فوهة محاطة بالقذف وإطلاق غازات عالية الضغط إلى الغلاف الجوي (الفوهة الناتجة عادة ما تكون مخروطية الشكل، دائرية، وقد تتراوح بين عشرات ومئات الأمتار في القطر والعمق). ومن بين الأرقام المستخدمة في تحديد مدى عمق دفن الجهاز أو الانفجار. ويُحسب هذا الرقم على أنه عمق الدفن بالأمتار مقسوماً على الجذر التكعيبي للمحصول بالكيلوتونات. ومن المقدر أن يكون هذا الرقم أكبر من 100 لضمان الاحتواء.
وتطلق طاقة الانفجار النووي في ثانية واحدة. في الثواني القليلة التالية تتبخر أجهزة الاختبار والصخور المحيطة وحيث تبلغ درجات الحرارة عدة ملايين من الدرجات وضغوط عدة ملايين من الأجواء. وخلال مللي ثانية تتكون فقاعة من الغاز والبخار عالي الضغط. تتسبب الحرارة وموجة الصدمة المتوسعة في تبخر الصخور المحيطة أو انصهارها بعيدًا وإنشاء تجويف صهر. تتسبب الحركة الناتجة عن الصدمة والضغط الداخلي المرتفع في تمدد هذا التجويف للخارج والذي يستمر على عدة أعشار من الثانية حتى ينخفض الضغط بشكل كافٍ وإلى مستوى يشبه تقريبًا وزن الصخور أعلاه  ولم يعد من الممكن أن ينمو رغم عدم ملاحظته في كل انفجار، فقد تم وصف أربع مناطق متميزة (بما في ذلك تجويف الذوبان) في الصخور المحيطة. وتتألف المنطقة المسحوقة والتي يبلغ نصف قطر التجويف تقريباً ضعفين ومن صخرة فقدت كل سلامتها السابقة. تتكون المنطقة المتصدعة والتي يبلغ نصف قطر التجويف ثلاثة أضعاف تقريبًا، من صخور ذات تشققات شعاعية متركزة. وأخيرا تتكون منطقة الإجهاد الذي لا يمكن عكس اتجاهه من صخر مشوه بالضغط. ولا تخضع الطبقة التالية إلا لتشوه مرن؛ ويشكل الضغط ثم التحرير موجة زلزالية. وبعد ثوان قليلة تبدأ الصخور المنصهرة في التجميع في قاع التجويف ويبدأ محتوى التجويف في التبريد. ويتسبب الارتداد بعد موجة الصدمة في تراكم قوى الضغط حول التجويف، الذي يسمى قفص احتواء الضغط، مما يؤدي إلى منع التشققات.
وبعد عدة دقائق إلى أيام  وبعد أن تتبدد الحرارة بالقدر الكافي، يتكثف البخار ويقل الضغط في التجويف عن المستوى المطلوب لدعم العبء الثقيل وتسقط الصخور الموجودة فوق الفراغ في الفجوة. وقد يمتد هذا الانهيار إلى السطح واعتماداً على عوامل مختلفة، بما في ذلك عائد الدفن وخصائصه. وإذا حدث ذلك فإن حفرة هبوط تنشأ. وعادة ما تكون هذه الفوهة على شكل وعاء وتتراوح مدافن ما بين أقل من 150 مسببا في انهيار السطح ومقارنة بنحو نصف الاختبارات التي أجريت في مركز تطوير العمليات الخاص بأقل من 180. نصف القطر  (بالأقدام) من التجويف يتناسب مع الجذر التكعيبي للجذر y(بالكيلو طن)، r = 55، انفجار 8 كيلو طن سيخلق فجوة نصف قطرها 110 قدم.
قد تتضمن ميزات السطح الأخرى الأرض المضطربة وأراجيح الضغط، والتصدع وحركة المياه (بما في ذلك التغييرات التي تطرأ على مستوى منسوب المياه) سقوط صخور وهبوط بري. يتكون معظم الغاز في التجويف من بخار ويقل حجمه بشكل كبير مع انخفاض درجة الحرارة وتكثف البخار. ولكن هناك غازات أخرى ومعظمها ثاني أكسيد الكربون والهيدروجين ولا تتكاثف ولا تزال غازية. ينتج ثاني أكسيد الكربون عن التحلل الحراري للكربونات ويتم إنتاج الهيدروجين عن طريق تفاعل الحديد والمعادن الأخرى من الجهاز النووي والمعدات المحيطة. يجب أخذ كمية الكربون والماء في التربة والحديد المتوفر بعين الاعتبار في تقييم احتواء موقع الاختبار؛ وقد تتسبب تربة الطين المشبعة بالماء في حدوث انهيار هيكلي وتهوية. وقد تعكس الصخور الصلبة في القبو موجات صدمة من الانفجار والأمر الذي قد يؤدي أيضاً إلى إضعاف البنية وتهوية. قد تبقى الغازات غير القابلة للعبث ممتصة في المسام الموجودة في التربة. ومع ذلك ويمكن أن تحتفظ كمية كبيرة من هذه الغازات بضغط كافٍ لدفع منتجات الانشطار إلى الأرض .
يعرف الهروب من النشاط الإشعاعي من التجويف بفشل الاحتواء. يُعرف إطلاق منتجات الانشطار الضخمة والفورية وغير الخاضعة للتحكم والمدفوع بضغط البخار أو الغاز وباسم التهوية؛ ومن أمثلة هذا الفشل اختبار التوت. تُعرف عمليات الإطلاق البطيئة غير الخاضعة للتحكم في الضغط المنخفضة للنشاط الإشعاعي بأنها سيارات سيeps؛ وهي لا تحتوي على طاقة تذكر أو لا تحتوي على طاقة ولا يمكن رؤيتها ولا يجب اكتشافها بواسطة الأدوات. إن التقطير المتأخر عبارة عن انبعاث غازات غير مكثفة بعد أيام أو أسابيع من الانفجار وعن طريق الانتشار عبر المسام والكراك وربما يساعد ذلك في انخفاض الضغط الجوي (ما يسمى الضخ الجوي). عندما الاختبار نفق اضطرّت أن يكون نفذت، [كنترولتيكنتنغ] مراقبة يتم؛ الغازات يكون فلترة ويخفّف بهواء ويطلق إلى جو عندما الرياح سيفرّقهم على مناطق [سسكلي] [سوبليوبل]. تسمى التسربات الناتجة عن الجوانب التشغيلية للاختبارات الإطلاقات التشغيلية؛ وقد تحدث على سبيل المثال أثناء الحفر في موقع الانفجار أثناء أخذ العينات الأساسية أو أثناء أخذ عينات غازات الانفجار. يختلف تكوين نوديه مشعة حسب نوع الإطلاق؛ حيث يطلق التهوية الفورية الكبيرة كسرًا كبيرًا (يصل إلى 10%) من منتجات الانشطار وبينما تحتوي التقطير المتأخر على الغازات الأكثر تقلبًا فقط. فالتربة تمتص المركبات الكيميائية التفاعلية ولذلك فإن النويات الوحيدة التي يتم تصفيتها عبر التربة في الغلاف الجوي هي الغازات النبيلة وبصفة أساسية الكريبتون - 85 والزينون - 133.
ويمكن أن تخضع مبيدات النويات المفرج عنها للتراكم الحيوي. ويتركز اليود-131، وسترونتيوم-90، وسيوم-137 في حليب البقر الذي يرعي؛ ولذلك فإن حليب البقر مؤشر ملائم وحساس للتداعيات. يمكن تحليل الأنسجة الرخوة للحيوانات لتخليق غاما  وعظام وكبد السترونتيوم والبلوتونيوم  ويتم تحليل الدم والبول والأنسجة اللينة لتريتيوم.
ورغم المخاوف المبكرة بشأن الزلازل التي نشأت نتيجة لاختبارات سرية فليس هناك ما يدل على حدوث ذلك. ومع ذلك فقد تم الإبلاغ عن تحركات للصدع وكسور أرضية وكثيراً ما تسبق الانفجارات سلسلة من التوابع التي يعتقد أنها نتيجة لانهيار التجويف وتشكيل المدخنة. وفي حالات قليلة تجاوزت الطاقة الزلزالية التي تم إطلاقها بفعل حركات الأعطال تلك الناتجة عن الانفجار نفسه.
المعاهدات الدولية
وقد وقعت في موسكو في 5 أغسطس 1963 من قبل ممثلي الولايات المتحدة والاتحاد السوفييتي والمملكة المتحدة، ووافقت معاهدة الحظر المحدود للتجارب النووية على حظر التجارب النووية في الجو وفي الفضاء وتحت الماء. وبسبب قلق الحكومة السوفيتية بشأن الحاجة إلى عمليات التفتيش الموقع وتم استبعاد التجارب السرية من الحظر. ومن المفترض أن توقع 108 دول على المعاهدة في نهاية المطاف، باستثناء الصين.
ففي عام 1974  وقعت الولايات المتحدة والاتحاد السوفييتي على معاهدة حظر التجارب النووية العتبة والتي حظرت التجارب تحت الأرض التي تتجاوز عائداتها 150 كيلوطن. وبحلول التسعينات وكانت تكنولوجيات رصد وكشف التجارب الجوفية قد نضجت إلى حد أنه يمكن اكتشاف اختبارات كيلوطن واحد أو أكثر باحتمالية كبيرة وفي عام 1996 بدأت المفاوضات تحت رعاية الامم المتحدة لوضع حظر شامل للتجارب. وكانت معاهدة الحظر الشامل للتجارب النووية الناتجة عن ذلك قد وقعت في عام 1996 من قِبَل الولايات المتحدة وروسيا والمملكة المتحدة وفرنسا والصين. ومع ذلك فإنه بعد قرار مجلس الشيوخ الأمريكي بعدم التصديق على المعاهدة في عام 1999ولا يزال يتعين التصديق عليها حتى الآن من قبل 8 من الدول الأربع والأربعين «المدرجة في المرفق 2» المطلوبة وبالتالي لم تدخل حيز النفاذ كقانون للأمم المتحدة.
مراقبة
في أواخر الأربعينات بدأت الولايات المتحدة في تطوير القدرة على الكشف عن تجارب الغلاف الجوي باستخدام عينات الهواء؛ وكان هذا النظام قادراً على اكتشاف أول اختبار سوفييتي في عام 1949. وعلى مدى العقد المقبل وتحسن هذا النظام وأنشئت شبكة من محطات الرصد السيزمي للكشف عن التجارب الجوفية. وأدى وضع معاهدة حظر التجارب على العتبة في منتصف السبعينات إلى تحسين فهم العلاقة بين قوة الاختبار وما نجم عنها من قوة زلزالية.
عندما بدأت المفاوضات في منتصف التسعينات من اجل تطوير حظر شامل للتجارب، كان المجتمع الدولي مترددا في الاعتماد على قدرات الكشف عن الاسلحة النووية الفردية (وخاصة الولايات المتحدة)  وبدلا من ذلك كان يريد نظام كشف دولي. ويتألف نظام الرصد الدولي الناتج عن ذلك من شبكة تتألف من 321 محطة رصد و16 مختبرا للنويات المشعة.
وترسل خمسون محطة سيزمية «أولية» بيانات باستمرار إلى مركز البيانات الدولي وإلى جانب 120 محطة «مساعدة» ترسل بيانات عند الطلب. وتستخدم البيانات الناتجة عن ذلك لتحديد موقع مركز الزلزال والتمييز بين التوقيعات السيزمية للانفجار النووي تحت الأرض والزلزال. بالإضافة إلى ذلك تكتشف ثمانون محطة للنويات المشعة الجسيمات المشعة التي تهب بفعل الانفجارات تحت الأرض. مكان معين. وأخيرا تراقب إحدى عشرة محطة صوتية مائية وستون محطة دون صوتية اختبارات تحت الماء والغلاف الجوي.